# SAP IQ
SAP IQ(이전 명칭: SAP Sybase IQ, Sybase IQ, IQ for Intelligent Query)는 비즈니스 인텔리전스, 데이터 웨어하우스, 데이터 마트에 사용되는 컬럼 지향의 메타바이트 규모의 관계형 데이터베이스 소프트웨어 시스템이다. 현재의 기업 SAP인 사이베이스가 제작하였으며 주 기능은 저비용의 고가용성 환경에서 다량의 데이터를 분석하는 것이다.